# 조노역 (큐슈여객철도)
조노역, 또는 죠노역(일본어: 城野駅)은 일본 후쿠오카현 기타큐슈시 고쿠라미나미구에 위치한 큐슈여객철도 소속 철도역이다. 닛포 본선의 정차역이기도 하며, 이 역을 기점으로 삼고 있는 히타히코산 선의 시종점이기도 하다. 히타히코산 선의 모든 열차는 이 역부터 닛포 본선을 경유하여 고쿠라 역까지 운행한다.

## 타는 곳 및 역 구조
섬식 승강장 3면 5선의 지상역. 역 안에는 녹색창구(안내소)가 있으며, SUGOCA가 사용 가능하다.
| 1         | ■ 닛포 본선     | (하행) | 유쿠하시 · 나카쓰 · 오이타 방면    |
| 2         | ■ 닛포 본선     | (하행) | 유쿠하시 · 나카쓰 · 오이타 방면    |
| 2         | ■ 히타히코산 선 |        | 다가와고토지 · 소에다 · 히타 방면  |
| 3 · 4 · 5 | ■ 닛포 본선     | (상행) | 고쿠라 · 모지 항 · 시모노세키 방면 |

## 역 주변
- 조노 역 (기타큐슈 고속철도)
- 독립행정법인 국립병원기구 고쿠라의료센터
- 기타큐슈 운전면허시험장

## 인접 역
| 닛포 본선                | 닛포 본선 | 닛포 본선                       |
| ------------------------ | --------- | ------------------------------- |
| 미나미고쿠라 고쿠라 방면 | ■ 쾌속    | 유쿠하시 우사 방면              |
| 미나미고쿠라 고쿠라 방면 | ■ 보통    | 아베야마코엔 가고시마 중앙 방면 |
| 히타히코산 선            |           |                                 |
| 니시고쿠라               | ■ 쾌속    | 이시하라마치 요아케 방면        |
| 미나미고쿠라             | ■ 보통    | 이시하라마치 요아케 방면        |